# Phoroncidia americana
Phoroncidia americana là một loài nhện trong họ Theridiidae.
Loài này thuộc chi Phoroncidia. Phoroncidia americana được James Henry Emerton miêu tả năm 1882.